# Metildigoxin
Metildigoxin (INN, o medigoxin BAN, o methyldigoxin) es un glucósido cardíaco, un tipo de medicamento que se puede utilizar en el tratamiento de la insuficiencia cardíaca congestiva y arritmia cardíaca (latidos cardíacos irregulares). La sustancia está estrechamente relacionada con la digoxina; que difiere de esta última solamente por un grupo O- metil en el terminal de monosacárido.